# Diaduménien
Diaduménien (en latin : Marcus Opellius Antoninus Diadumenianus), né en 208 et mort en juin 218 dans la réigion d'Antioche-sur-l'Oronte, est le fils de l'empereur romain Macrin. Il est éliminé en 218 par les soldats en même temps que son père.

## Biographie
Diaduménien est né le 14 septembre 208 ou, selon l'Histoire Auguste, le 19 septembre, parce qu'il aurait partagé le même anniversaire que l'empereur Antonin le Pieux. Le nom de sa mère Nonia Celsa n'est mentionné que par l'Histoire Auguste, dans la citation d'une lettre de Macrin à son épouse, document fruit de l'imagination de l'auteur de l'HA. Il est né Marcus Opellius Diadumenianus, ou Diadumenus, selon l'Histoire Auguste, en raison d'une coiffe céphalique qui a formé un diadème à sa naissance. Il est peut-être apparenté à Cnaeus Haius Diadumenianus, procurateur d'Auguste en Maurétanie tingitane en 202,.
Son nom a été changé à l'accession de son père au pouvoir, et Antoninus a été ajouté pour concrétiser le lien avec la famille de Marcus Aurelius comme l'avait fait précédemment Caracalla.
Diaduménien n'a eu que peu de temps pour jouir de sa position, étant donné son âge, et parce que les légions de Syrie se révoltèrent en 218 et déclarèrent Héliogabale dirigeant de l'Empire romain. Lorsque Macrin fut vaincu et capturé le 8 juin 218, à Antioche, la mort du fils précéda de peu celle du père.

## Noms successifs
- Naît Marcus Opellius Diadumenianus
- 217, fait César par son père : Marcus Opellius Antoninus Diadumenianus Caesar
- 218, fait Auguste par son père : Imperator Marcus Opellius Antoninus Diadumenianus